# DiGiket.com
DiGiket.com（デジケット・コム）はデジ同人商品をはじめとする各種デジタルコンテンツ・ソフトウェアを販売する日本の電子商取引サイト。運営者は株式会社アットリンクス、コンピュータソフトウェア倫理機構賛助会員、デジタル同人販売連絡会会員。

## 店舗と商品
取り扱う商品は、デジタル同人誌・CG集・ゲーム・小説・音楽・ソフト・ツールなど、ダウンロード販売できるデータの販売のみを取り扱う。げっちゅ屋やコミックとらのあななどとは異なり、実店舗は持たない。
大きく分けて、一般向け・成人女性向け（ボーイズラブ）・ガチ系（男性同性愛者向け）・成人男性向けの4コーナーに分類され、コーナーによってはさらに、ブックス・データ・ソフトなど、コンテンツの種類によって細分化され、合計12のコーナーに分けて商品が展開されている。PC向けサイトについては、2014年10月現在、総作品数は約9万3千個、サークルは約9千件が登録されている。規模としてはDLsite.comなどの方が大きいため、中堅サービスとされる。また、Android用には別途『DiGiket.com Androidストア』が開設されている。

## 決済
決済方法の数は業界最多を標榜しており、クレジットカード・コンビニ決済・銀行振込・各種電子マネー（楽天Edy・G-MONEY・ネットキャッシュ・ビットキャッシュ・ネットライドキャッシュ・ウェブマネー）に対応。
このほか特筆すべき方法として、2014年5月以降、暗号通貨ビットコインに対応した。これによりDiGiketは日本国内で初めて暗号通貨に対応した電子書店となり、先進的な試みであると報じられた。
この他、同年6月に類似の暗号通貨Monacoinによる決済を試験導入した。